# هوغو شريدر
هوغو شريدر (بالألمانية: Hugo Schrader)‏ (و. 1902 – 1993 م) هو مؤدي أصوات، وممثل مسرحي، وممثل أفلام، وممثل تلفزي ألماني، ولد في فرانكفورت، توفي في برلين، عن عمر يناهز 91 عاماً.

## وصلات خارجية
- هوغو شريدر على موقع IMDb (الإنجليزية)
- هوغو شريدر على موقع ديسكوغز (الإنجليزية)
- هوغو شريدر على موقع كينوبويسك (الروسية)

- هوغو شريدر في قاعدة بيانات الأفلام على الإنترنت